# Regiunea Coquimbo

Regiunea Coquimbo

Regiunea Coquimbo (spaniolă IV Región de Coquimbo)  este una dintre cele 15 regiuni administrative din Chile. Capitala regiunii este orașul La Serena, Chile.